# 야다나본 FC
야다나본 FC(버마어: ရတနာပုံ ဘောလုံး အသင်း)는 만달레이를 연고로 하는 미얀마의 축구단이다. 현재는 미얀마 내셔널리그에 참가하고 있다.

## 성적
- 미얀마 내셔널리그: 우승 2회 (2009, 2009-10)
- AFC 프레지던트컵: 우승 1회 (2010)

## 선수 명단

### 현역
참고: FIFA 자격 규정에 따라 소속된 국가대표팀 국기를 표시합니다. 선수는 복수의 FIFA 비회원국 국적을 가지고 있을 수 있습니다.
| 번호 | 포지션 | 국적   | 이름          |
| ---- | ------ | ------ | ------------- |
| 21   | DF     | 요르단 | 모하메드 칼렙 |

| 번호 | 포지션 | 국적 | 이름 |
| ---- | ------ | ---- | ---- |

## 역대 감독
| 감독         | 임기   |
| ------------ | ------ |
| 아웅 초 모에 | 2018 ~ |